# Войнин
Во́йнин — село в Україні, у Затурцівській сільській громаді Володимирського району Волинської області. Населення становить 364 осіб.

## Історія
У 1906 році село Свинюської волості Володимир-Волинського повіту Волинської губернії. Відстань від повітового міста 40 верст, від волості 5. Дворів 71, мешканців 561.
До 28 вересня 2017 року село підпорядковувалось Шельвівській сільській раді Локачинського району Волинської області.
Після ліквідації Локачинського району 19 липня 2020 року село увійшло до Володимир-Волинського району.

## Населення
Згідно з переписом УРСР 1989 року чисельність наявного населення села становила 436 осіб, з яких 196 чоловіків та 240 жінок.
За переписом населення України 2001 року в селі мешкала 361 особа. 100 % населення вказало своєю рідною мовою українську мову.